# Guzmania musaica
Espèce
Classification APG II (2003)
Guzmania musaica est une espèce de plantes de la famille des Broméliacées, originaire du Panama et de Colombie.

## Description
L'espèce se caractérise par ses bractées de couleur rose qui recouvrent des hampes florales aux fleurs jaunes.